# 馬文·施韋貝
馬文·施韋貝（德語：Marvin Schwäbe；1995年4月25日—）是德國的一位足球運動員。現效力於德甲球隊科隆，在場上的位置是守門員。他也代表德國U21國家隊參賽並參加了2017年歐洲U21足球錦標賽。

## 外部連結
- worldfootball.net：馬文·施韋貝之統計數據 （英文）
- Soccerway資料庫：馬文·施韋貝